# Рачки (зупинний пункт)
Рачки́ — пасажирський залізничний зупинний пункт Козятинської дирекції Південно-Західної залізниці розташований на двоколійній електрифікованій змінним струмом лінії Шепетівка — Бердичів.
Розташований у селі Рачки Чуднівського району Житомирської області між станціями Михайленки (4 км) та Бердичів (13 км).
На зупинному пункті зупиняються приміські поїзди.